# Провулок Якова Батюка
Прову́лок Я́кова Батюка́ — зниклий провулок, що існував у Московському (нині Голосіївському) районі міста Києва, місцевість Деміївка. Пролягав від вулиці Якова Батюка до вулиці Данила Нечая.

## Історія
Провулок виник наприкінці XIX століття під назвою Комісіатський. З 1965 року — провулок Якова Батюка, на честь Героя Радянського Союзу, керівника комсомольського підпілля в Ніжині під час німецько-радянської війни Якова Батюка. Ліквідований разом із навколишньою малоповерховою забудовою 1981 року.